# 118945 Rikhill
118945 Rikhill è un asteroide della fascia principale. Scoperto nel 2000, presenta un'orbita caratterizzata da un semiasse maggiore pari a 3,1944945 UA e da un'eccentricità di 0,0499838, inclinata di 7,82650° rispetto all'eclittica.
L'asteroide è dedicato all'astronomo statunitense Richard Erik Hill.